# Joanna Kapturska
Joanna Kapturska (née Frąckowiak le 4 juillet 1986 à Poznań) est une joueuse de volley-ball polonaise. Elle mesure 1,85 m et joue au poste de réceptionneuse-attaquante. 

## Clubs
| Club                             | De        | À         |
| -------------------------------- | --------- | --------- |
| UKS Szamotulanin                 | 1993-1994 | 2000-2001 |
| Pałac Bydgoszcz                  | 2001-2002 | 2004-2005 |
| AZS AWF Poznań                   | 2005-2006 | 2007-2008 |
| PTPS Piła                        | 2008-2009 | 2008-2009 |
| Volta Mantovana                  | 2009-2010 | 2009-2010 |
| Bielsko-Biała                    | 2010-2011 | 2012-2013 |
| Minerva Volley Pavia             | 2013-2014 | 2013-2014 |
| Volley Towers                    | 2014-2015 | 2014-2015 |
| KS Developres Rzeszów            | 2015-2016 | 2015-2016 |
| AZS KSZO Ostrowiec Świętokrzyski | 2016-2017 | 2016-2017 |
| MKS Radomka Radom                | 2018-2019 | 2018-2019 |
| AZS KSZO Ostrowiec Świętokrzyski | 2019-2020 | …         |

## Palmarès
- Coupe de Pologne
  - Vainqueur : 2005.
- Championnat de Pologne
  - Finaliste : 2005.
- Supercoupe de Pologne
  - Vainqueur : 2005, 2008, 2010.